# أوزون
الأوزون هو غاز ذو لون أزرق يتكون من ثلاث ذرات من الأكسجين صيغته الكيميائية O3، ونسبته في الغلاف الجوى ضئيلة قد لا تتجاوز في بعض المناطق واحد في المليون وهو غاز سام.

## تاريخ اكتشاف الأوزون
في عام 1785، كان الكيميائي الهولندي مارتينوس فان ماروم يجري تجارب تشمل إشعالًا كهربائيًا فوق الماء عندما لاحظ وجود رائحة غير عادية، والتي نسبها إلى التفاعلات الكهربية، وفشل في إدراك أنه أنشأ الأوزون في الواقع.

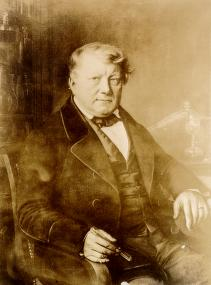
كريستسان شونباين (18أكتوبر 1799 - 29 أغسطس 1868

بعد مرور نصف قرن، لاحظ كريستيان فريدريش شونباين نفس الرائحة النفاذة واعترف بها على أنها الرائحة غالبًا بعد صاعقة البرق. في عام 1839، نجح في عزل المادة الكيميائية الغازية وأطلق عليها اسم «الأوزون»، من الكلمة اليونانية ozein (ὄζειν) التي تعني «رائحة». لهذا السبب، يُعزى عمومًا اكتشاف الأوزون إلى شونيبين. لم يتم تحديد صيغة الأوزون O3 حتى عام 1865 بواسطة جاك لويس سوريت وأكده شونيبين Schönbein في عام 1867. وبالنسبة لمعظم النصف الثاني من القرن التاسع عشر وفي القرن العشرين، كان الأوزون يعتبر مكونًا صحيًا للبيئة وفقًا علماء الطبيعة والمُهتمي بمجال الصحة. كان الشعار الرسمي لولاية بيومونت كاليفورنيا "Beaumont: Zone of Ozone"، كما هو موضح في البطاقات البريدية وورقة غرفة التجارة. كثيرًا ما اعتبر علماء الطبيعة الذين يعملون في الهواء الطلق الارتفاعات العالية مفيدة بسبب محتوى الأوزون لديهم. كتب عالم الطبيعة هنري هينشو الذي كان يعمل في هاواي: «هناك جو مختلف تمامًا عند الارتفاعات العالية بما يكفي من الأوزون للحفاظ على الطاقة اللازمة للعمل». كان هواء البحر يعتبر صحيًا بسبب محتواه من الأوزون كما كان يُعتقد؛ لكن الرائحة التي تثير هذا الاعتقاد كانت في واقع الأمر نواتج الأيض البحرية المهلجنة.
يبدو أن الكثير من جاذبية الأوزون قد نتجت عن رائحتها «الطازجة»، التي أثارت الارتباط بخصائص التطهير. ومع ذلك، لاحظ العلماء آثاره الضارة. في عام 1873 قام جيمس ديوار وجون غراي ماكيندريك بتوثيق أن الضفادع نمت ببطء، وعجزت الطيور عن التنفس، وأظهرت دماء الأرانب انخفاض مستويات الأكسجين بعد التعرض «للهواء المعالج بالأوزون»، والذي «مارس تحركًا مدمرًا». ذكر شونباين نفسه حدوث بعض آلام الصدر، وتهيج الأغشية المخاطية وصعوبة في التنفس نتيجة استنشاق الأوزون، مما أدى لوفاة بعض الثدييات الصغيرة. في عام 1911، صرح ليونارد هيل ومارتن فلاك في مجلة وقائع الجمعية الملكية Proceedings of the Royal Society بأن التأثيرات الصحية للأوزون «أصبحت، بمجرد تكرارها، جزءًا لا يتجزأ من الاعتقاد السائد؛ ومع ذلك، فإن الأدلة الفيزيولوجية الدقيقة المؤيدة لآثارها الجيدة كانت حتى الآن غير مرغوبًا فيها بالكامل تقريبًا... والمعرفة الوحيدة الواضحة تمامًا المتعلقة بالتأثير الفسيولوجي للأوزون، التي تم تحقيقها حتى الآن، هي أنه يسبب تهيجًا في الرئتين، وقد يصل المر للموت إذا استُنشق بتركيز قوي نسبيًا لأي فترة.»
خلال الحرب العالمية الأولى، تم اختبار الأوزون في مستشفى الملكة ألكسندرا العسكري في لندن كمطهر محتمل للجروح. تم وضع الغاز مباشرةً على الجروح لمدة 15 دقيقة. هذا أدى إلى تلف في كل من الخلايا البكتيرية والأنسجة البشرية. تم العثور على تقنيات تطهير أخرى، مثل مزجه مع المطهرات، وكانت النتيجة أفضل بكثير.

## خصائص فيزيائية

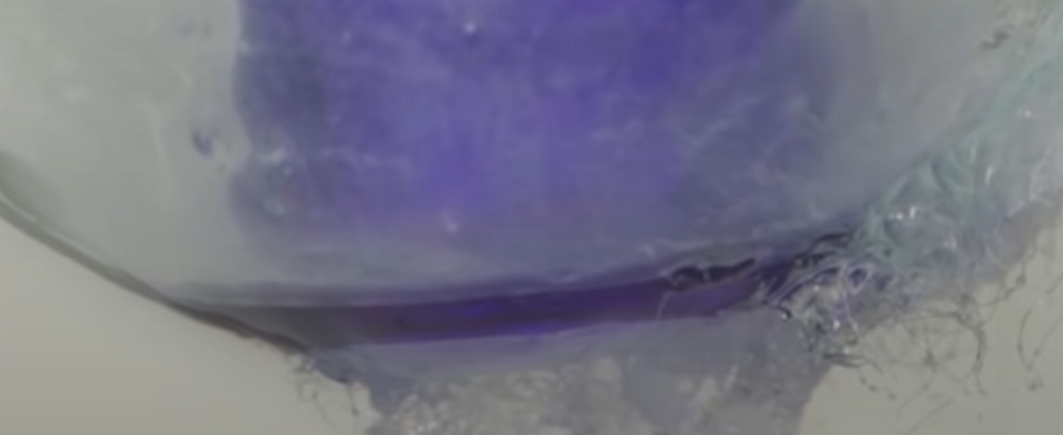
الأوزون السائل في أنبوب الاختبار

الأوزون هو غاز عديم اللون أو أزرق شاحب (أزرق في الحالة السائلة)، قابل للذوبان بشكل طفيف في الماء وأكثر قابلية للذوبان في المذيبات غير القطبية الخاملة مثل رباعي كلوريد الكربون أو الفلوروكربونات، حيث يشكل محلولًا أزرقًا. عند درجة حرارة 161 كلفن (−112 درجة مئوية، −170 درجة فهرنهايت)، يتكثف لتشكيل سائل أزرق غامق. من الخطر السماح لهذا السائل بالتدفئة لنقطة غليانه، لأن كلا من الأوزون الغازي المركز والأوزون السائل يمكن أن ينفجران. في درجات حرارة أقل من 80 كلفن (−193.2 درجة مئوية، −315.7 درجة فهرنهايت)، يشكل غاز الأوزون مادةُ صلبة سوداء اللون البنفسجي (في الحالة الصلبة).
يمكن لمعظم الناس الكشف عن 0.01 ميكرومول / مول من الأوزون في الهواء حيث يحتوي على رائحة حادة جدًا محددة تشبه إلى حد ما مادة الكلور. يسبب التعرض من 0.1 إلى 1ميكرومول / مول الصداع، وحرق العينين وتهيج في القنوات التنفسية. حتى تركيزات منخفضة من الأوزون في الهواء مدمرة للغاية للمواد العضوية مثل اللاتكس والبلاستيك وأنسجة الرئة الحيوانية.
يتمتع الأزوزن بخاصية مغناطيسية معاكسة، مما يعني أن إلكتروناته كلها مقترنة. في المقابل، يتمتع غاز الأكسجين O2 بخاصية مغناطيسية مسايرة، مما يعني أنه يحتوي على إلكترونين غير مزودين.

## التركيب الكيميائي
وفقُا للأدلة التجريبية من التحليل الطيفي بالموجات الدقيقة، فإن الأوزون هو جزيء منحن، مع تناظر جزيئي C2v (مماثل لجزيء الماء). مسافات O - O هي 127.2 بيكومتر (1.272 أنغستروم). زاوية O - O - O هي 116.78 درجة. يتم تهجين الذرة المركزية sp² مع زوج واحد وحيد. الأوزون هو جزيء قطبي له عزم ثنائي القطب قدره 0.53 ديباي. يمكن تمثيل الجزيء على هيئة رنين مع بندين مساهمتين، لكل منهما رابطة واحدة على جانب واحد ورابطة مضاعفة من جهة أخرى. يحتوي الترتيب على رتبة رابطة 1.5 لكل من الجانبين.

## كيف يتكون غاز الأوزون
يتكون غاز الأوزون على خطوتين:
الخطوة الأولى: تكسر الأشعة فوق البنفسجية الرابطة التساهمية الثنائية الموجودة في جزيء الأكسجين فتؤدي إلى وجود ذرتي أكسجين نشطتين O2
الخطوة الثانية: تتحد كل ذرة أكسجين نشطة مع جزيء أكسجين O2 آخر فتؤدي إلى تكون جزيء أوزون O3.
وتستمر هذه العملية مرارًا وتكرارًا.

## مكان الأوزون
يوجد الأوزون طبيعياً في طبقة الستراتوسفير ويرجع وجوده إلى سلسلة من التفاعلات بين الأكسجين الجزيئي والذري ويبقى الأوزون المتكون لفترة وجيزة ثم يتفكك بفعل ضوء الشمس إلى جزيء أكسجين ثم يتكون وفي النهاية نحصل على شكل يبقى دائماً على طبقة من الأوزون في منطقة الستراتوسفير متوازنة وهذا التوازن يعتمد على سرعة تكوينه وسرعة تفكك الأوزون.

## الأوزون في طبقات الجو السفلى
على العكس من طبقات الجو العليا فان تواجد الاوزون في طبقات الجو السفلى يسبب اضرار كبيرة. فاستنشاق جزء يسير من الاوزون مع الهواء يسبب صداع واثار صحية غير محمودة. كما أنه يؤثر على الريئتين ويضعف مقاومتها للبكتريا وقد يسبب تحطما للخلايا. كما أنه يدمر المطاط والبوليمرات ويجعل عمرها أقصر وخصوصا اطارات السيارات.
والسبب الرئيسي لتكون الاوزون في الطبقات السفلى هو عادم السيارات وادخنة المصانع.

## تأثير الأوزون على الحياة
السبب الرئيسي لوجود الأوزون في الغلاف الجوي هو أنه يحمى الأرض من الأشعة فوق البنفسجية التي تصلنا من الشمس والتي يتولى امتصاص أكثر من 99% منها، وبذلك يحمى أشكال الحياة المعروفة على سطح الأرض وهذا ما يجعل الحياة على كوكبنا ممكنة على خلاف بعض الكواكب الأخرى في نظامنا الشمسي.

## الأوزون كيميائيًا
يتكون الأوزون بإضافة مجموعة (O3) على المواد العضوية ذات الروابط المضاعفة، ويكون فيه التفاعل متضمنًا لعامل حفاز فيتم كسر الرابطة المضاعفة، وإضافة مجموعة كربونيل على طرفي الرابطة المكسورة.
ينتج عن مثل هذا التفاعل تكوين مركبات كيميائية مهمّة مثل: الأسيتون والفورمالدهيد والأسيتالديهايد
مثال:
```
C5H10 "2-methyl-butene" + O3 (Zn,H20) → (CH3)2CO 
أسيتون
 + CH3CHO 
أسيتالدهيد
```